# شور (ترانه پینک‌پانترس)
«شور» (به انگلیسی: Passion) ترانه‌ای از خواننده-ترانه‌پرداز انگلیسی پینک‌پانترس می‌باشد که در ۱ ژوئیهٔ سال ۲۰۲۱ از سوی پارلفون و الکترا به‌عنوان سومین تک‌آهنگ از نخستین میکس‌تیپ وی تحت عنوان به درک منتشر گردید.